# Disastro aereo dell'Istituto Salvemini
Il disastro aereo dell'Istituto Salvemini è un incidente aereo avvenuto in Italia il 6 dicembre 1990, quando un Aermacchi MB-326 dell'Aeronautica Militare italiana fuori controllo precipitò ed impattò contro l'Istituto Salvemini di Casalecchio di Reno (Bologna), causando la morte di 12 persone e il ferimento di altre 88. Il velivolo aveva riscontrato un'avaria circa dieci minuti prima ed era stato abbandonato dal pilota, che si era paracadutato, rimanendo ferito.
Il pilota ed altri due ufficiali dell'Aeronautica Militare furono inizialmente condannati per omicidio colposo plurimo, ma vennero successivamente assolti in appello, sentenza poi confermata in cassazione.

## L'aereo

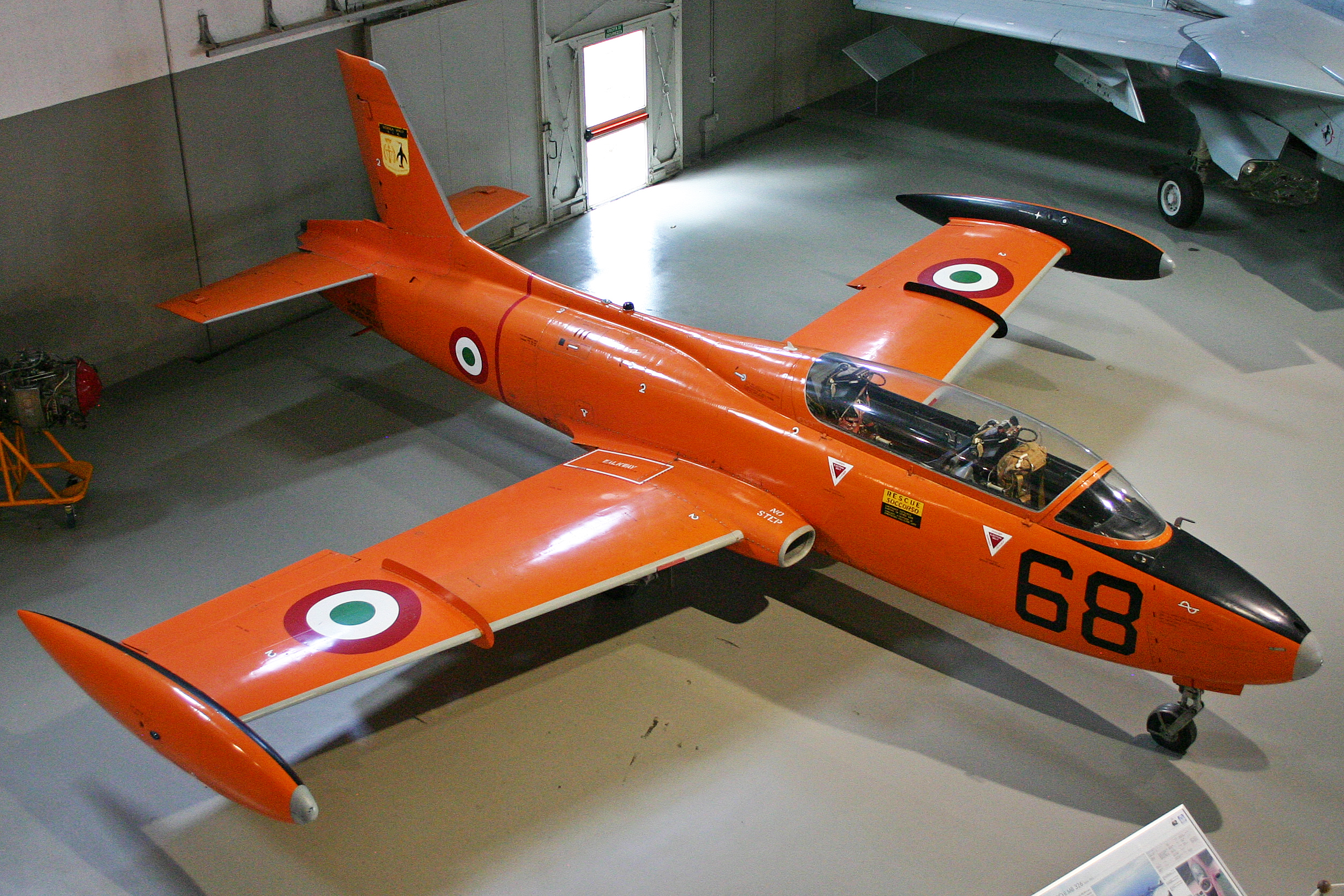
Un Aermacchi MB-326 simile a quello coinvolto nell'incidente

Il velivolo coinvolto era un aereo da addestramento biposto a motore singolo Aermacchi MB-326, con matricola MM54386/65, in forza al 3º Stormo di Verona-Villafranca.
L'Aermacchi MB-326 era entrato in servizio nel 1960 e l'Aeronautica Militare aveva ricevuto in totale 136 esemplari del modello; all'epoca del disastro ne erano rimasti in flotta solo 58, relegati soprattutto a ruoli di supporto, traino di bersagli e collegamento, mentre per l'addestramento dei piloti si era iniziato ad impiegare i più moderni Aermacchi MB-339.

## Il volo
La mattina del 6 dicembre 1990, alle 9:48, l'MB-326 decollò dall'aeroporto di Verona-Villafranca per una missione di calibrazione di alcuni sistemi di difesa aerea, pilotato dal sottotenente Bruno Viviani, 24 anni, unico membro dell'equipaggio; Viviani aveva 740 ore di volo di esperienza, di cui 140 sull'MB-326.
La missione prevedeva il sorvolo dell'abitato di Borgoforte per poi virare in direzione di Rovigo. Alle 10:22 il motore dell'Aermacchi iniziò a manifestare problemi tecnici, costringendo il pilota ad interrompere la missione ed a cercare di atterrare. L'aeroporto più vicino era quello di Ferrara, che però era dotato di una pista di lunghezza insufficiente (600 metri), quindi Viviani decise di dirigersi verso l'aeroporto di Bologna, a circa 40 km di distanza.
Alle 10:23 il pilota contattò la torre di controllo di Bologna, dichiarò l'emergenza e chiese di poter atterrare sulla pista 30, ovvero in direzione nord-ovest.
Alle 10:31 Viviani comunicò via radio che il motore aveva smesso di funzionare e che il velivolo era in fiamme e non rispondeva più ai comandi, dopodiché si lanciò con il seggiolino eiettabile, atterrando con il paracadute sulle colline di Ceretolo, una frazione di Casalecchio, e riportando la frattura di tre vertebre.
Un testimone oculare che si trovava presso l'aeroporto di Bologna assistette agli ultimi secondi di volo dell'Aermacchi ed osservò le fiamme che fuoriuscivano dall'ugello di scarico del motore, riuscendo a cogliere con la sua macchina fotografica il momento in cui il pilota si paracadutò. La scena fu ripresa anche da un operatore della TV locale Rete 7, che nel corso di alcune riprese a Bologna notò casualmente l'aeroplano in difficoltà e lo inquadrò con la telecamera.

## Lo schianto

Il muro di fondo dell'aula sfondato nell'impatto. In primo piano i resti del motore e una ruota del carrello

Alle 10:33 il velivolo, senza più nessuno a bordo ed ormai totalmente fuori controllo, perse quota nel territorio di Casalecchio di Reno e si schiantò contro l'edificio che ospitava la sede succursale dell'Istituto Tecnico Gaetano Salvemini, in Via del Fanciullo n° 6, colpendo l'aula della classe 2ª A. In quel momento all'interno dell'edificio vi erano 285 studenti e 32 tra professori e personale scolastico.
Nell'aula colpita si trovavano sedici alunni, dodici dei quali rimasero uccisi sul colpo; altri quattro risultarono gravemente feriti, così come l'insegnante che stava tenendo lezione in quel momento, la docente di tedesco Cristina Germani.
Il cherosene presente nei serbatoi dell'MB-326 fuoriuscì e prese fuoco. Il motore, la parte più massiccia dell'aereo, colpì e sfondò il muro posteriore dell'aula, finendo nell'atrio della scuola. Le fiamme e il fumo si propagarono per l'edificio, intrappolando diverse persone al piano superiore.

Foto dei soccorsi in seguito al disastro

I primi soccorsi furono forniti da passanti e residenti della zona, che aiutarono vari sopravvissuti a calarsi dalle finestre dell'istituto. In breve tempo, squadre di vigili del fuoco e ambulanze coordinate dal servizio Bologna Soccorso arrivarono sulla scena del disastro; le fiamme furono spente ed i feriti evacuati nel giro di due ore. Un'altra studentessa della classe colpita, Federica Tacconi, rimase intrappolata sotto un'ala del velivolo e venne trovata e salvata dai vigili del fuoco, richiamati dalle sue invocazioni d'aiuto, solo dopo che tutte le altre persone all'interno dell'edificio erano state evacuate.

## Le vittime
Le dodici vittime, undici ragazze e un ragazzo, tutti di età tra i 14 ed i 15 anni, furono:
- Deborah Alutto, di Zola Predosa
- Laura Armaroli, di Sasso Marconi
- Sara Baroncini, di Casalecchio di Reno
- Laura Corazza, di Sasso Marconi
- Tiziana de Leo, di Casalecchio di Reno
- Antonella Ferrari, di Zola Predosa
- Alessandra Gennari, di Zola Predosa
- Dario Lucchini, di Bologna
- Elisabetta Patrizi, di Casalecchio di Reno
- Elena Righetti, di Sasso Marconi
- Carmen Schirinzi, di Sasso Marconi
- Alessandra Venturi, di Monteveglio

Gli 88 feriti furono ricoverati in ospedale e 72 di essi riportarono invalidità permanenti in misura variabile tra il 5% e l'85%. Molti degli occupanti dei piani superiori rimasero feriti saltando giù dalle finestre per sfuggire al fumo acre sprigionatosi nell'incendio.

## Il processo
Dell'inchiesta si occupò la Procura della Repubblica di Bologna. Fu istituito un processo per il sottotenente Bruno Viviani, pilota, per il colonnello Eugenio Brega, comandante del 3º Stormo, e per il tenente colonnello Roberto Corsini, ufficiale della torre di controllo dell'aeroporto di Verona-Villafranca, accusati di omicidio colposo plurimo e disastro aereo.
L'accusa sostenne che Viviani, non appena constatata l'avaria al motore nei pressi di Ferrara, avrebbe dovuto portare l'aereo verso est, verso il mare Adriatico, per poi eiettarsi, invece di cercare di dirigersi vicino a una zona densamente popolata come quella intorno a Bologna, in modo tale che il velivolo, una volta abbandonato a sé stesso, potesse schiantarsi in mare, evitando di mietere ulteriori vittime. Secondo la procura, gli altri due ufficiali, che durante il volo erano in contatto radio con Viviani da Villafranca, avrebbero fornito al pilota istruzioni sbagliate su come gestire l'emergenza. I tre militari vennero difesi dall'Avvocatura dello Stato, fatto che suscitò polemiche perché, sebbene le vittime si trovassero all'interno di una scuola anch'essa di proprietà dello Stato, il Ministero della pubblica istruzione non poté ottenere il medesimo patrocinio.
Nel febbraio 1995, i tre imputati furono riconosciuti colpevoli e condannati in primo grado a due anni e sei mesi di reclusione, e al Ministero della difesa furono imputati i danni per responsabilità civile.
La sentenza di secondo grado della corte d'assise d'appello di Bologna del 22 gennaio 1997 ribaltò la sentenza e assolse i militari, perché «il fatto non costituisce reato». Il 26 gennaio 1998 la 4ª Sezione della Corte di cassazione di Roma rigettò gli ultimi ricorsi dei familiari delle vittime e confermò l'assoluzione per tutte le parti coinvolte. La strage venne quindi attribuita a una tragica fatalità.

## Le commemorazioni

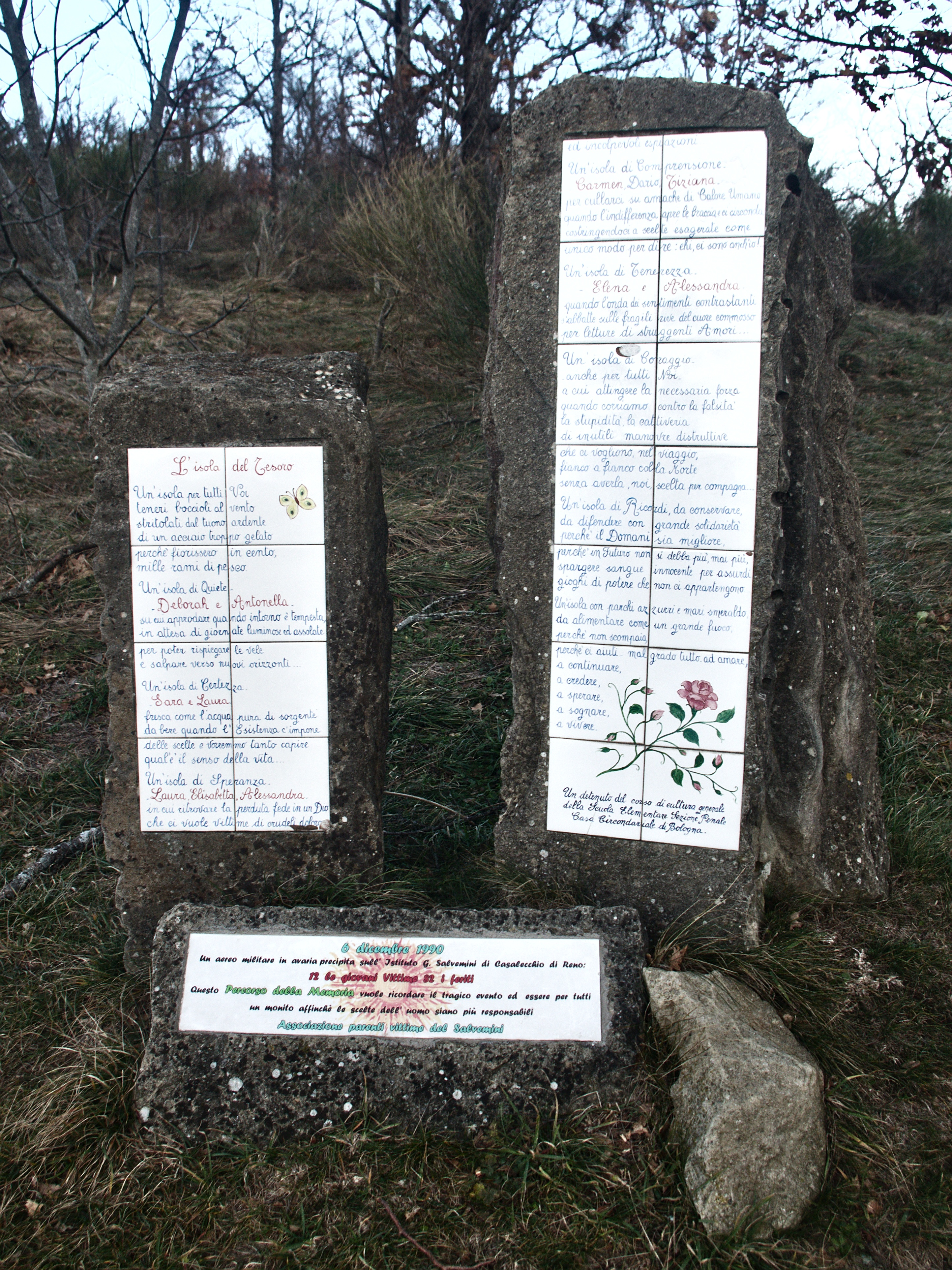
Monumento alla memoria delle vittime sul Montovolo

In seguito alla tragedia, quattro associazioni furono create da parenti delle vittime, feriti, studenti e lavoratori del Salvemini, con lo scopo di preservare la memoria dell'evento e promuovere iniziative di solidarietà e a favore della sicurezza dei cittadini. Nel 1997, le quattro associazioni si unirono nell'Associazione Vittime del Salvemini - 6 dicembre 1990.
L'edificio del Salvemini rimase chiuso fino al 2001 e, dopo la ristrutturazione, non fu nuovamente adibito ad uso scolastico ma riaprì come Casa della Solidarietà "Alexander Dubček", ospitando varie associazioni di volontariato, tra cui l'Associazione Vittime del Salvemini, e il nucleo locale della Protezione Civile. L’aula della 2ª A divenne l'Aula della Memoria; lo squarcio aperto dall'impatto del velivolo nella parete esterna fu mantenuto, chiuso solo da una vetrata, e vi fu installata una scultura raffigurante dodici gabbiani stilizzati in volo verso il cielo, a simboleggiare le dodici vittime della tragedia.
Nel settembre 2020 l'edificio ritornò ad essere utilizzato come scuola, a 30 anni dalla tragedia: a causa della pandemia di COVID-19 e della conseguente necessità di garantire il distanziamento sociale tra gli alunni, che ha portato alla ricerca di spazi aggiuntivi per l'attività didattica, nella vecchia sede furono collocate 5 classi, per un totale di 120 alunni.
Il 6 dicembre 2020, in occasione del 30º anniversario del disastro aereo, il sindaco di Casalecchio di Reno Massimo Bosso ricevette un messaggio commemorativo da parte del Presidente della Repubblica Sergio Mattarella, da parte del Presidente del Parlamento Europeo David Sassoli e del Presidente della Camera dei Deputati Roberto Fico.

## Nella cultura di massa

### Le polemiche sul filmL'uomo del vento
La realizzazione del film per la televisione L'uomo del vento, andato in onda nel 2001 su Rai 1, suscitò alcune polemiche in quanto la trama presentava alcune somiglianze con la strage di Casalecchio, che avrebbe così costituito l'espediente narrativo per un'opera di finzione senza che si facesse esplicitamente riferimento ai fatti reali; secondo Rai Fiction «quando è stato presentato il progetto del tv-movie non si è mai parlato di un legame con la tragedia di Casalecchio», sebbene Gabriella Bontempo, responsabile della produzione, non avesse smentito una libera rielaborazione dei fatti avvenuti undici anni prima. Stefano Munafò, direttore di Rai Fiction, ribadì poi che il film non si ispirava al drammatico episodio.

### Il libro
Nel 2006 è stato realizzato un libro con DVD di Giuliano Bugani che raccoglie la storia e le testimonianze dell'incidente, dal titolo I Ragazzi del Salvemini - Casalecchio di Reno (6-12-1990), in cui si analizzano le responsabilità delle persone coinvolte. Il ricavato del DVD è stato destinato all'Associazione Vittime del Salvemini.

### "Per sempre giovani" - il docufilm e la graphic novel
In occasione del 30º anniversario, nasce la volontà da parte del giornalista Stefano Ferrari di realizzare un docufilm e una graphic novel in ricordo di quanto accaduto a Casalecchio di Reno il 6 dicembre 1990.
Nel giugno 2021 viene pubblicata la graphic novel Per sempre giovani. Salvemini 1990: una strage senza colpevoli, edizioni Minerva, con autore Stefano Ferrari e con le illustrazioni di Matteo Matteucci e viene presentato al pubblico il docufilm Per sempre giovani, finanziato dall'Assemblea Legislativa della Regione Emilia-Romagna, che vede alla regia Stefano Ferrari, con la colonna sonora realizzata dal cantante Stefano "Cisco" Bellotti.
Il brano Per sempre giovani, composto e interpretato da Cisco, è parte dell'album Canzoni dalla soffitta, pubblicato dall'autore nel novembre del 2021.